# Disentis/Mustér
Disentis/Mustér (en alemán: Disentis; en romanche: Mustér) es una comuna suiza del cantón de los Grisones, situada en la región de Surselva. Limita al norte con las comunas de Silenen (UR) y Glaris Sur (GL), al este con Sumvitg, al sur con Medel (Lucmagn) y al oeste con Tujetsch.
Forman parte del territorio comunal las localidades de Acletta, Cavardiras, Clavaniev, Disla, Funs, Madernal, Mompé Medel, Mompé Tujetsch y Segnas.

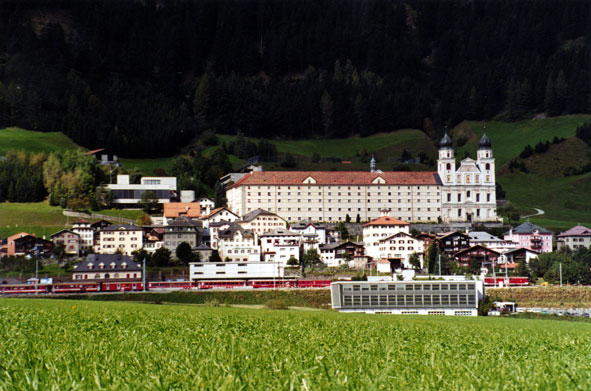
Vista de la abadía de Disentis.